# Chelidonura africana
Chelidonura africana is een slakkensoort uit de familie van de Aglajidae. De wetenschappelijke naam van de soort is voor het eerst geldig gepubliceerd in 1953 door Pruvot-Fol.